# Piero Vinci
Piero Vinci (Briey, 25 novembre 1912 – Ischia, 17 luglio 1985) è stato un diplomatico italiano.
Dal 1964 al 1973 ha svolto il ruolo di Rappresentante Permanente per l'Italia presso le Nazioni Unite a New York; nell'agosto 1971 e nel luglio 1976 quello di Presidente del Consiglio di sicurezza.
Dal 1973 al 1975 è stato ambasciatore italiano a Mosca.
È morto ad Ischia il 17 luglio 1985.

## Biografia[2]

### Educazione
Ha conseguito la laurea in giurisprudenza all'Università di Roma nel 1933. 

### Attività diplomatica
Dal 1936 Sottotenente di complemento nell'Arma di Cavalleria, accede nel 1938 alla carriera diplomatica italiana, per la quale presta servizio inizialmente alla Direzione Generale per gli Affari Economici del Ministero degli Affari Esteri. 
Dal 1939 è nominato Vice console a Zurigo, quindi a Sofia nel 1942 dove, dall'anno successivo, assume progressivamente le funzioni di Segretario di Ambasciata e poi, nel 1947, di Console, dopo essere stato internato in Bulgaria dal dicembre 1943 al gennaio 1944 nel corso della Seconda Guerra Mondiale. 
Nel 1947 è di ritorno a Roma per prestare servizio, prima, presso la Direzione Generale per gli Affari Politici e, poi, come Reggente dell'Ufficio Stampa del ministero dal 1948. 
Nel 1949 è inviato all'ambasciata italiana di Beirut, dopodiché a Londra nel 1953 per svolgere le funzioni di Console.
Nel 1955 fa ritorno in Italia per assumere le funzioni di Capo Ufficio alla Direzione generale per gli Affari Politici, prima di essere nominato Rappresentante del Ministero degli Affari Esteri nel Consiglio direttivo dell'Istituto Italiano per l'Africa. In seguito è scelto quale membro della Delegazione Italiana alle conferenze di Londra sulla crisi di Suez del 1956 e, successivamente, della Delegazione italiana all'Assemblea speciale dell'O.N.U. per la crisi giordano-libanese del 1958.
Nel 1959 assume l'incarico di Presidente della Delegazione italiana per i negoziati con l'Etiopia sul confine somalo-etiopico, poi di membro della Delegazione italiana alla XIV Assemblea generale delle Nazioni Unite e, infine, di Capo del Servizio O.N.U. del ministero. Nel 1960 è nominato Osservatore per l'Italia alla Conferenza dell'ECOSOC a Ginevra.
In quello stesso anno assume inoltre l'incarico di Capo di Gabinetto del Vice Presidente del Consiglio dei Ministri e poi, nel 1962, di Capo di Gabinetto del Ministro degli Affari Esteri. Dal 1962 svolge anche incarichi come Rappresentante italiano presso l'Assemblea Parlamentare delle Comunità europee, l'Assemblea Consultiva del Consiglio d'Europa e la XVII sessione dell'Assemblea generale delle Nazioni Unite. 
Nel 1964 è nominato Rappresentante Permanente per l'Italia presso le Nazioni Unite a New York. Nel 1971 e nel 1976 è inoltre eletto Presidente del Consiglio di Sicurezza della stessa organizzazione.
Dal 1973 al 1975 è stato ambasciatore italiano a Mosca.
Muore ad Ischia il 17 luglio 1985.

### Onorificenze
- Cavaliere dell'Ordine al Merito della Repubblica dal 1952
- Cavaliere Ufficiale dal 1956
- Commendatore dal 1961